# Stary Folwark (województwo wielkopolskie)
Stary Folwark (niem.: Altvorwerk) – wieś w Polsce położona w województwie wielkopolskim, w powiecie nowotomyskim, w gminie Miedzichowo. Miejscowość leży w widłach nieczynnej linii kolejowej Międzychód-Zbąszyń i drogi wojewódzkiej nr 160.
Wieś o rozproszonej zabudowie pochodzenia olęderskiego. Wzmiankowana w 1793 jako własność Maksymiliana Mielżyńskiego z Trzciela. Dawną nazwą były Starofolwarskie Holendry, a niemiecką Altvorwerk. Pod koniec XIX wieku wieś leżała w powiecie międzyrzeckim. Wraz z Hamrzyckiem i Nowym Młynem Stary Folwark tworzył okrąg wiejski, liczący 23 domy i 181 mieszkańców. W latach 1975–1998 miejscowość położona była w województwie gorzowskim. W 2011 Stary Folwark liczył 104 mieszkańców.